# تفجير أنسباخ 2016
في 24 يوليو 2016، أصيب خمسة عشر شخصاً، أربعة منهم بجروح خطيرة، في تفجير انتحاري خارج حانة نبيذ في أنسباخ، ألمانيا. وكان المفجر وهو حالة الوفاة الوحيدة المعروفة، رجل سوري عمره 27 عاماً، قد رُفض منحه حق اللجوء. كان الجاني قد أعلن الولاء لأبو بكر البغدادي زعيم تنظيم الدولة الإسلامية.
جاء الحادث في أعقاب ثلاث هجمات أخرى في ألمانيا في غضون أسبوع، بما في ذلك هجوم بمنجل أودى بحياة امرأة حامل في رويتلينغن في وقت سابق من اليوم، وإطلاق نار أدى إلى مقتل تسعة أشخاص في ميونيخ قبل عدة أيام، ومهاجمة قطار في فورتسبورغ.

## الجاني
محمد دليل كان لاجئ سوري عمره 27 سنة من حلب وكان قد وصل إلى ألمانيا في عام 2014 طالباً اللجوء. وقد سجل كلاجئ في بلغاريا أولاً، ثم في النمسا لاحقاً. لم تسمح الإجراءات المعتادة في ألمانيا بترحيل دليل إلى بلده الأصلي بسبب استمرار الحرب الأهلية السورية. بما أنه قد سجل في بلغاريا، رفض مسؤولون ألمان والمحكمة المحلية في آنسباخ طلب اللجوء الأول له في 2 ديسمبر 2014، وأمروا بترحيله إلى بلغاريا. ثم حاول الانتحار مرتين وكان تحت الرعاية النفسية. بسبب تشخيص الصحة العقلية لدليل، تم تعليق ترحيله إلى بلغاريا. في 13 يوليه 2016، أرسل إشعار ترحيل ثاني إلى بلغاريا لدليل. عثرت الشرطة الألمانية في منزل الجاني على هاتفين نقالين وعدد من شرائح الهاتف وحاسوب نقال، كما عُثر على فيديو يعلن فيه الشاب الولاء لأبو بكر البغدادي زعيم تنظيم الدولة الإسلامية ويعد بتنفيذ عمل انتقامي ضد ألمانيا «لأنها تقف في طريق الإسلام». كما وجدت الشرطة في منزل الجاني مواد لتصنيع المتفجرات ووقود وبيروكسايد وبطاريات.